# ريتشارد كاريك
ريتشارد كاريك (بالإنجليزية: Richard Carrick)‏ هو ملحن وعازف بيانو أمريكي، ولد في 1971 في باريس في فرنسا.